# Guatteria cardoniana
Guatteria cardoniana är en kirimojaväxtart som beskrevs av Robert Elias Fries. Guatteria cardoniana ingår i släktet Guatteria och familjen kirimojaväxter. Inga underarter finns listade i Catalogue of Life.